# 中華民国立法委員選挙
中華民国立法委員選挙（ちゅうかみんこくりっぽういいんせんきょ）は中華民国の国会である立法院を構成する委員（立法委員）を選出するための国政選挙。

## 概要
現在の立法委員の定数は113議席で任期は4年である。小選挙区選出が73議席で、比例代表が34議席、また原住民にも6議席が別途設けられている。選挙制度は小選挙区比例代表並立制が採用されている。台湾本島では憲法第7条の平等原則により、人口分布に応じて比較的に均等に分けられているが、「議員は各県市から少なくとも1人」という規定により、人口が少ない離島部の澎湖県・金門県・連江県でも人口を無視して1議席が配分されている結果、連江県選挙区と宜蘭県選挙区との間の一票の格差は約40倍になっている。なお、比例代表で議席配分されるためには有効得票の5%以上を獲得することが条件となっている（阻止条項）。また、各政党の比例名簿中、女性候補は5割を下回ってはならないことも規定されている（クオータ制）。
供託金は20万新台湾ドル、「有権者総数÷当該選挙区の総議席数（現在はすべて1）」の10%を下回る場合は没収となる。また、同じ選挙区で当選者の得票数の1/3を超える落選者には選挙後の国庫補助金（1票あたり30新台湾ドル、総額は同一選挙区の全候補者の選挙経費の最大金額まで）が交付される。なお、有効投票数ではなく有権者総数の10%の没収基準は高すぎて、無所属・小政党から出馬する人にとって不利であるとの批判もある。
比例代表の全有効投票数の3%（2015年以前は5%、2015〜2017年は3.5%）を超える政党には「政党交付金」（1票あたり50新台湾ドル/年）が交付される。ただし、諸外国に比べるとハードルがやや高いため、小政党には不利であると批判される。
多くの国と同様に、投票者の出自や地域性により、総統選挙および立法委員選挙において「泛藍」と「泛緑」両陣営の支持傾向には顕著な差がある。概ね外省人、本島北部（桃園市・新竹県・苗栗県）の客家人、本島東部（花蓮県・台東県）と金門県・連江県の住民および台湾原住民が「泛藍」を支持し、閩南人および本島南部（高雄市・屏東県）の客家人が「泛緑」を支持する傾向がある。

## 沿革

### 中国大陸時代（1928年-1949年）
立法院そのものは、1928年に設立された。しかし、当時は訓政期（中国国民党が指導的立場に立って国家を運営する時期）とされたため、立法委員は全員国民政府委員会が任命していた。
1946年に中華民国憲法が制定されたことで「憲政期」に移行し、1948年1月に中国の歴史上初の国家レベルの選挙が実施された。その総数は憲法64条に基づく配分（300万人につき5人、それを超える場合、100万人ごとに1名）で決定され以下の内訳で773名であった。
1. 各省、各直轄市選出者：622名
2. 蒙古各盟旗選出者：22名
3. 西蔵選出者：15名
4. 各民族在辺境地区選出者：6名
5. 国外華僑選出者：19名
6. 職業団体選出者：89名

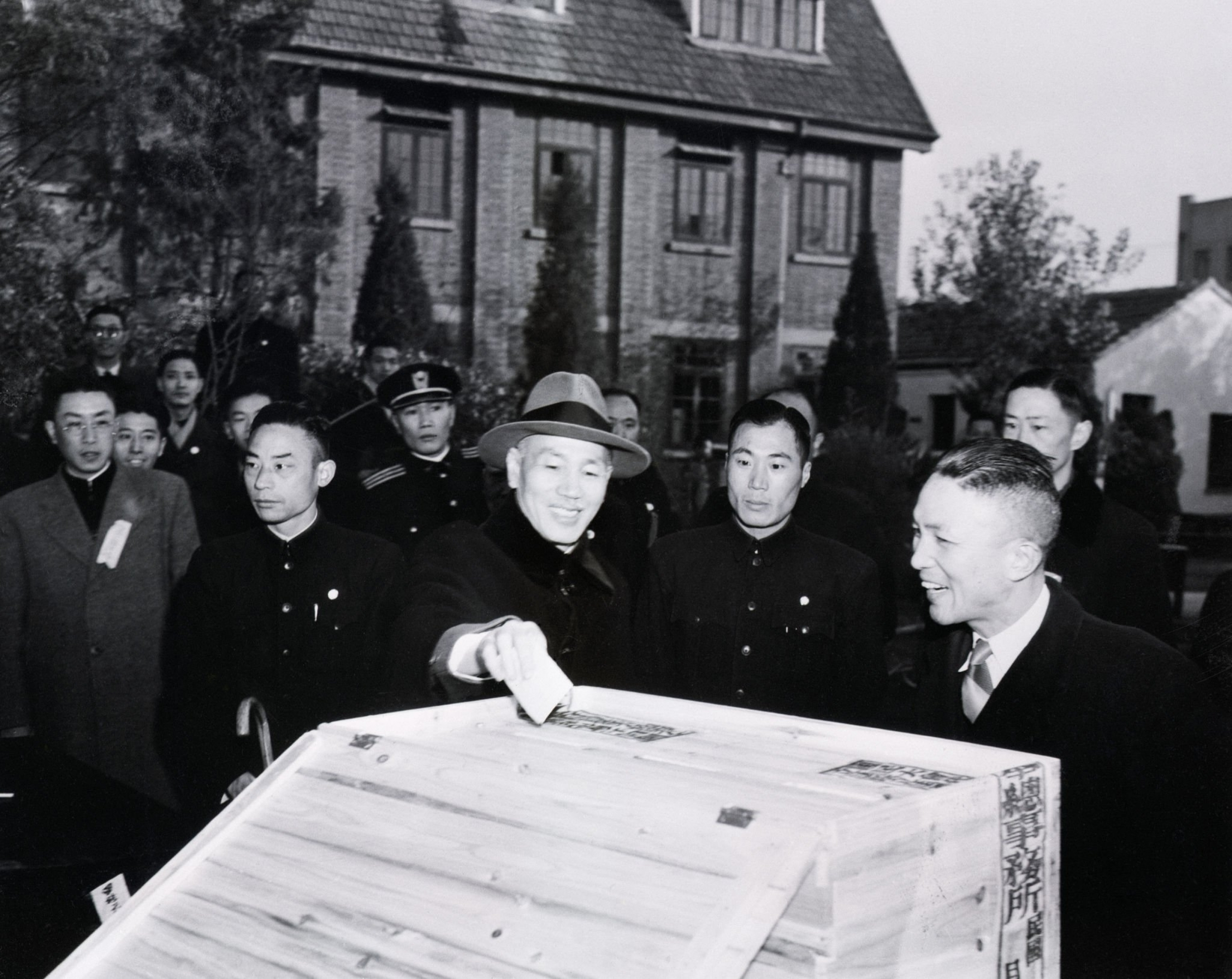
投票する蔣介石

選挙の結果、欠員13名、総数760名で第一期の立法委員が選出された。ところが、国共内戦の結果、領土の大部分が中国共産党の手に落ち、大陸部選出議員の次回以降の選挙が事実上不可能となった。元来から台湾在住の台湾省選挙区選出の立法委員を除き、当時蒋介石に従って台湾に脱出した立法委員は380余名であった。

### 戒厳令期（1949年-1991年）
中華民国政府は、「淪陥区（中華人民共和国の実効支配領域のこと）で選挙を実施できない」ことを理由に大陸部選出議員の任期を無期限延長した。これらの立法委員は「万年議員」と呼ばれ、実際の中華民国の統治区域である台湾住民の民意が反映されないため、大きな問題となっていた。
1969年以降、表向きの理由として台湾省の人口増加を上げて台湾省選挙区で増員選挙が施行されるにいたった。1969年に行われたのは非改選議員の欠員補充選挙であり、増加定員総数は11名であった。また、国民大会代表も15人が欠員補充された。
1972年の蒋介石総統五選が決定した国民大会で「増加定員選挙」が採択された。その骨子は「自由地区（中華民国の実効支配地域）」と海外華僑の議席を大幅に増やし、前者を普通選挙により、後者を総統の指名により定期改選（任期3年）し、非改選議員・欠員補充議員は改選しない、というものであった。この第一回増加定員選挙でさらに51名の議席が増えた。同時に国民大会代表も53人が増加した（任期6年）。
1975年には1名がさらに増加した52名分の立法委員増加定員選挙が行われた。
1978年の立法委員・国民大会代表増加定員選挙は米中国交樹立を受けて布告された総統緊急処分令により選挙が中止され、1980年に行われた。立法委員で議席は97名、国民大会代表で議席は76名に増加した。
1983年の立法委員増加定員選挙では、議席は98名になり、普通選挙枠で1名が増員された。
1986年の立法委員・国民大会代表増加定員選挙では立法委員100名・国民大会代表84名が改選された。
1989年の立法委員増加定員選挙では立法委員130名が改選された。

### 民主化後の立法委員選挙（1991年-）
1991年に「万年議員」が全員退職し、国民大会は1991年に、立法委員は翌年の1992年から全面改選が行われた。その総数は161名であった。台湾省議会廃止に伴い失職する議員救済のため、1998年立法委員選挙では225名となった。2008年に小選挙区比例代表並立制が導入、任期が4年に延長されると同時に113名に半減した。